# Murzinski
Murzinski (en rus: Мурзинский) és un poble (un possiólok) de l'óblast de Sverdlovsk, a Rússia, segons el cens del 2010 tenia 12 habitants.